# Arboretum de Born
El Arboretum de Born es un Arboreto, ubicado en el sureste de Francia, con zona de Pinetum y una extensión total de unas 6 hectáreas que están previstas que se aumenten en un futuro próximo.

## Localización
El Arboretum de Born se encuentra en la zona sureste de Francia ubicado en la "plateau du Palais du Roy" en la proximidad de Le Born y al norte  el embalse de "Lac de Charpal".
Arboretum de Born Le Born, Département de Lozère, Languedoc-Roussillon, France-Francia.
Planos y vistas satelitales.44°33′37.08″N 3°33′42.12″E / 44.5603000, 3.5617000
- Altitud: 1400 m s. n. m.

Está abierto a diario todo el año al público en general

## Historia
Fue creado entre 1964 y 1967 para estudiar las coníferas más adecuadas para la reforestación de la zona.
Está administrado por la « Office national des forêts».
De acuerdo con Arbez et al., actualmente contiene 38 taxones (principalmente coníferas)

## Colecciones
Aunque tiene varias especies de árboles caducifolios como diferentes especies del género Quercus, Fraxinus, sin embargo sus colecciones están encaminadas para mostrar la diversidad de las coníferas.
La vegetación natural del enclave donde se ubica incluye a  Acer monspessulanum, Buxus sempervirens, Corylus avellana, Crataegus monogyna, Cupressus sempervirens, Fraxinus excelsior, Genista spp., Ilex aquifolium, Juniperus communis, Prunus avium, Prunus spinosa, Pteridium aquilinum, y Quercus ilex.
Las especies maderables cultivadas en la región incluye Cedrus atlantica, Fagus sylvatica, Picea sitchensis, Pinus nigra laricio o calabrica, Pinus sylvestris, Pseudotsuga menziesii, y Quercus.

## Actividades
Además de actividades educativas, las actividades que aquí se realizan van encaminadas a:
- La conservación de las especies amenazadas,
- Al estudio científico de las necesidades para el mejor desarrollo de las especies que aquí se encuentran,
- A la conservación de los suelos y recuperación de las zonas degradadas y erosionadas,
- A la adaptación de especies foráneas con vistas a ampliar las especies cultivables de la región.